# Allison Danzig
Pour les articles homonymes, voir Danzig.
Allison « Al » Dantzig (27 février 1898 - 27 janvier 1987) est un chroniqueur sportif qui s'est spécialisé dans l'écriture du tennis, mais qui a également écrit sur le football américain universitaire, le squash, de nombreux Jeux olympiques et l'aviron. Danzig était le seul chroniqueur sportif américain à écrire en profondeur sur le jeu de paume, l'ancêtre du  tennis moderne.
Danzig a couvert tous les tournois du Grand Chelem - l'US Open, l'Open d'Australie, Wimbledon et Roland-Garros - ainsi que bien d'autres tournois. C'est d'ailleurs à lui qu'on doit la transposition du terme Grand Chelem dans l'univers sportif. Il a été le premier à l'utiliser dans un article de 1938 pour qualifier la saison du joueur de tennis australien Donald Budge. Budge fut en effet le premier homme à gagner les quatre tournois majeurs. En 1968, Dantzig a été intronisé au International Tennis Hall of Fame à Newport - devenant ainsi le premier journaliste membre de cette institution. Dans une interview donnée peu avant sa mort, il a nommé Bill Tilden comme le plus grand joueur sur lequel il eut écrit.
Dantzig est né en 1898 à Waco, mais a grandi à Albany. Sa sœur, Evelyn Danzig, a écrit la musique de la chanson à succès « Scarlet Ribbons » en 1949.
Il est diplômé en 1921 de l'Université Cornell, où il a été corédacteur en chef du quotidien The Sun, avec E. B. White. Dantzig a aussi brièvement joué au football à Cornell que Halfback de 125 livres. Il a rejoint The New York Times en 1923, après un passage au Brooklyn Eagle, et y resta jusqu'à sa retraite en 1968 . Avant de devenir journaliste sportif, Danzig a tenu la rubrique nécrologique, et se destinait à une carrière de correspondant à l'étranger.
Danzig a écrit plusieurs livres, notamment: The Game Racquet (Macmillan 1930), une histoire des sports de raquette; The Book of Tennis Fireside (Simon & Schuster 1972 ) et Oh, How They Played The Game (Macmillan 1971), sur les débuts du football américain. Son dernier livre, The Winning Galerie, était une collection d'articles et d'essais sur le jeu de paume, qui a été publié par l'United States Court Tennis Association (USCTA).
Il a vécu la plupart de sa vie adulte à Roslyn, New York, avec sa femme, ses deux filles et son fils.
Il se retira dans le New Jersey, où il mourut le 27 janvier 1987.